# Lebendgebärende Fische

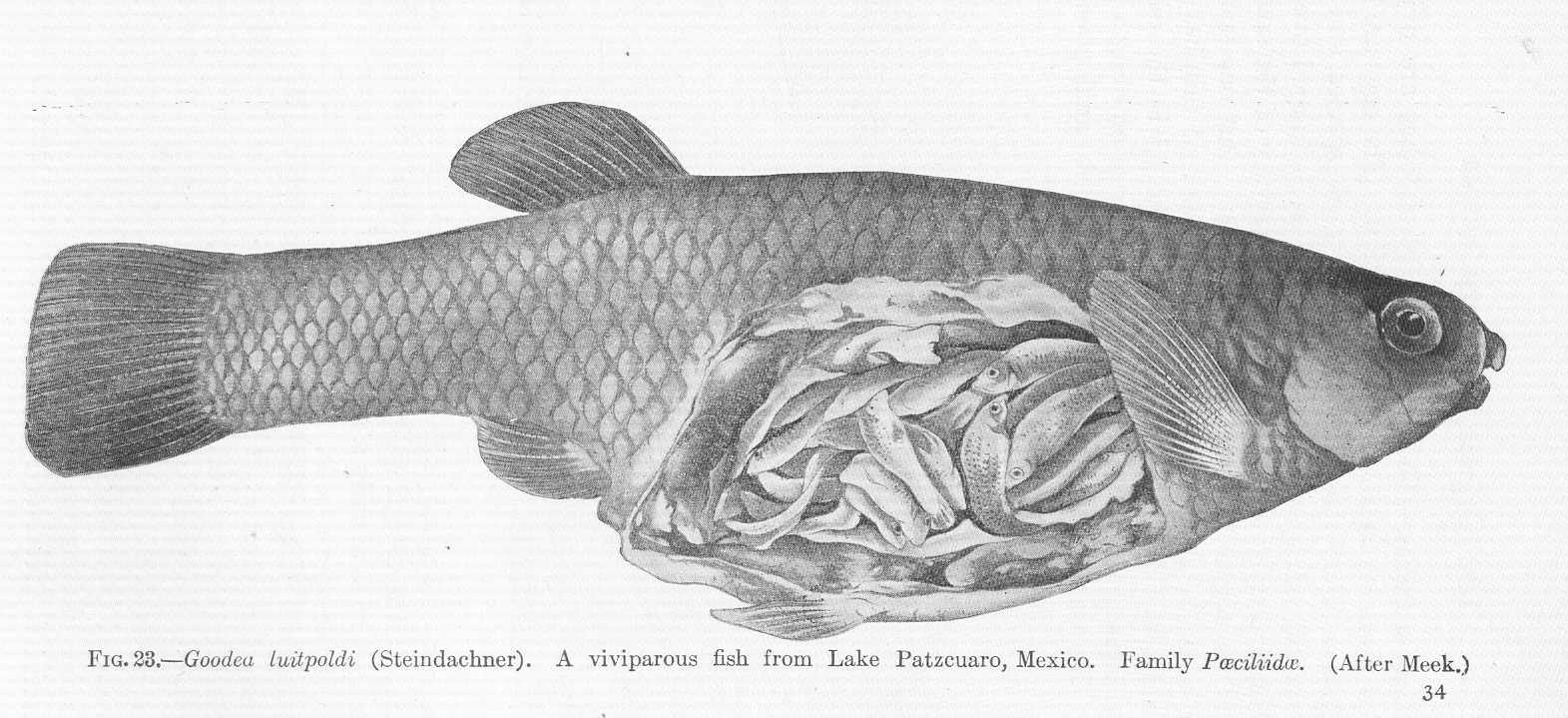
Zeichnung eines Goodea luitpoldii, ein Vertreter der Hochlandkärpflinge, mit geöffnetem Körper und weit entwickelten Jungfischen im Inneren

Als Lebendgebärende Fische bezeichnet man die Fischarten, bei denen sich die Eier im Mutterleib zu Jungfischen entwickeln. Während des Legens der Eier durch das Weibchen sprengen die Jungfische ihre Eihülle und sind sofort schwimmfähig. Zu den Fischen, die ihre Jungen lebend zur Welt bringen, zählen viele Halbschnäbler, die Hochlandkärpflinge und die Lebendgebärenden Zahnkarpfen (darunter beliebte Aquarienfische wie Guppys, Mollys und Schwertträger), sowie viele Haie und Rochen. Da bei den Lebendgebärenden eine innere Befruchtung erforderlich ist, erfolgt eine Begattung.
Die Entwicklung der Jungfische im Mutterleib ist mit der von Embryonen bei Säugetieren nicht vergleichbar. Anders als bei den Säugetieren gibt es keine Plazenta oder Nabelschnur. Lediglich bei den Hochlandkärpflingen gibt es eine nabelschnurähnliche Verbindung zwischen den Embryonen und dem mütterlichen Gewebe.
Durch die Lebendgeburt haben die Jungfische bereits ein verhältnismäßig weit fortgeschrittenes Entwicklungsstadium erreicht. Sie sind dadurch Feinden weniger hilflos ausgesetzt. Unmittelbar nach der Geburt suchen sie Verstecke auf, die ihnen etwa feingliedrige Wasserpflanzen bieten.